# Frontiers in Ecology and the Environment
Frontiers in Ecology and the Environment est une revue scientifique à comité de lecture publiée dix fois par an, qui se compose d'articles de synthèse évalués par des pairs sur tous les aspects de l'écologie, de l'environnement et des disciplines connexes, ainsi que de courtes communications de recherche d'un large attrait interdisciplinaire. Les fonctionnalités supplémentaires incluent des éditoriaux, des commentaires, une section de lettres, des offres d'emploi et des colonnes spéciales. Elle est publiée par Wiley-Blackwell au nom de la Société américaine d'écologie (Ecological Society of America (ESA)). 

## Facteur d'impact
Selon le Journal Citation Reports, la revue a un facteur d'impact de 13,780 en 2021, la classant onzième sur 279 revues dans la catégorie "Sciences de l'environnement" et quatrième sur 174 revues dans la catégorie "Écologie".

## Objectifs et portée
De portée internationale et d'approche interdisciplinaire, Frontiers se concentre sur les enjeux écologiques actuels et les défis environnementaux.
La revue est envoyée à tous les membres de l'ESA dans le cadre de leur adhésion, et est également disponible par abonnement aux bibliothèques institutionnelles.